# IC 3078
IC 3078 ist eine Spiralgalaxie mit aktivem Galaxienkern vom Hubble-Typ Sab im Sternbild Jungfrau auf der Ekliptik. Sie ist schätzungsweise 883 Millionen Lichtjahre von der Milchstraße entfernt und hat einen Durchmesser von etwa 130.000 Lj. Unter der Katalogbezeichnung VCC 145 wird sie als Mitglied des Virgo-Galaxienhaufens aufgeführt, dafür ist sie jedoch zu weit entfernt.
Im selben Himmelsareal befinden sich u. a. die Galaxien IC 3060, IC 3064, IC 3081, IC 3099.
Das Objekt wurde am 7. Mai 1904 von Royal Harwood Frost entdeckt.